# 武石勝義
武石 勝義（たけし かつよし、1972年 - ）は、日本の小説家。東京都出身。早稲田大学第一文学部卒業。日本SF作家クラブ会員。

## 経歴
学生時代から創作への意欲を持ち、2018年から本格的に執筆を開始。主に小説投稿サイトで作品を公開し、活動を続ける。
2022年、「夢現の神獣 未だ醒めず」で日本ファンタジーノベル大賞2023大賞を受賞し、『小説新潮』に抄録掲載される。2023年、同作を改題した『神獣夢望伝』を刊行し単著デビューする。

## 人物
趣味は自転車に乗って喫煙可の喫茶店を探し回ること。また、Jリーグの川崎フロンターレのファンであり、サッカー観戦を好む。

## 作品リスト

### 単行本
- 『神獣夢望伝』（新潮社、2023年6月、ISBN 978-4103550815）

### アンソロジー収録
- 「煙景の彼方」 - 『夏のカレー 現代の短篇小説ベストコレクション2024』（文春文庫、2024年9月、ISBN 978-4167922778）
- 「クライマーズ・ドリーム」 - 『シメオンの柱 七つ奇譚』（文芸社文庫NEO、2025年2月、ISBN 978-4286258966）

### 単行本未収録作品
- 「牌神」 - 『小説新潮』2023年6月号
- 「少女は薄暮に影を剥ぐ」 - 『小説新潮』2024年12月号